# Athletic Club Sparta Praha fotbal 1994-1995
Questa voce raccoglie le informazioni riguardanti l'Athletic Club Sparta Praha fotbal nelle competizioni ufficiali della stagione 1994-1995.

## Stagione
Lo Sparta Praga vince il secondo campionato della Repubblica Ceca (Siegl è il miglior marcatore dei granata con 10 gol).
In UEFA Champions League i cechi perdono 1-2 nel doppio confronto contro il Göteborg.

## Calciomercato
Vengono ceduti Sova (Stuttgarter Kickers), Dvirnik (Inter Bratislava nell'agosto del 1994) e nel gennaio del 1995 Kožlej (Hradec Králové).
Vengono acquistati Požár, Němec (Dukla Praga), Koller, Lokvenc (Hradec Králové) e nel gennaio del 1995 Kostelník (Chmel Blšany).

## Rosa
| N. |                       | Ruolo | Calciatore     |
| -- | --------------------- | ----- | -------------- |
|    | Rep. Ceca (bandiera)  | P     | Petr Kouba     |
|    | Rep. Ceca (bandiera)  | P     | Petr Kostelník |
|    | Slovacchia (bandiera) | D     | Peter Gunda    |
|    | Rep. Ceca (bandiera)  | D     | Jan Sopko      |
|    | Rep. Ceca (bandiera)  | D     | Michal Horňák  |
|    | Rep. Ceca (bandiera)  | D     | Tomáš Votava   |
|    | Rep. Ceca (bandiera)  | D     | Tomáš Požár    |
|    | Rep. Ceca (bandiera)  | C     | Václav Budka   |
|    | Rep. Ceca (bandiera)  | C     | Zdeněk Svoboda |
|    | Rep. Ceca (bandiera)  | C     | Jiří Novotný   |

| N. |                       | Ruolo | Calciatore        |
| -- | --------------------- | ----- | ----------------- |
|    | Rep. Ceca (bandiera)  | C     | Lumír Mistr       |
|    | Rep. Ceca (bandiera)  | C     | Roman Vonásek     |
|    | Rep. Ceca (bandiera)  | C     | Martin Frýdek     |
|    | Rep. Ceca (bandiera)  | C     | Jozef Chovanec    |
|    | Rep. Ceca (bandiera)  | C     | Pavel Nedvěd      |
|    | Slovacchia (bandiera) | C     | Josef Kostelník   |
|    | Rep. Ceca (bandiera)  | C     | Josef Němec       |
|    | Rep. Ceca (bandiera)  | A     | Jan Koller        |
|    | Rep. Ceca (bandiera)  | A     | Vratislav Lokvenc |
|    | Rep. Ceca (bandiera)  | A     | Horst Siegl       |